# 1871
Cette page concerne l'année 1871 (MDCCCLXXI en chiffres romains) du calendrier grégorien.
Pour les articles homonymes, voir 1871 (homonymie).
L'année 1871 est une année commune qui commence un dimanche.

## Événements

### Afrique
- 9 mars : le suffrage universel masculin est accordé à deux communes « françaises » du Sénégal : Saint-Louis et Gorée (plus tard Dakar et Rufisque). Leurs députés siègeront à l’Assemblée nationale[1].
- Avril : le khédive d’Égypte installe comme gouverneur à Massaoua un aventurier suisse nommé Werner Münzinger[2], qui occupe rapidement Asmara, Kérén (1872) et le nord de l’Éthiopie qu’il proclame province de l’Égypte. Il sera massacré avec ses troupes égyptiennes par les Afars en 1875.
- 21 juin : bataille de May Zulawu, dans la guerre civile éthiopienne entre l’armée de Tekle Giyorgis II et celle du dejazmach Kassa Mercha, futur Yohannes IV[3].
- 11 juillet : bataille d’Assam, dans la région d’Adoua ; Le Negusse Negest Tekle Giyorgis II est battu par Kassa Mercha qui l’emprisonne et le dépose[3].
- 22-26 août : un chef nyamwezi, Mirambo (v. 1840-1884), après avoir constitué une armée de mercenaires Ruga-Ruga, attaque Tabora (Tanzanie), station escale des commerçants arabes entre la côte et les Grands Lacs, et incendie partiellement la ville[4]. Il constitue un royaume autour d’Unyanyembe qui ne survivra pas à sa mort. Les Arabes de la côte lui font vainement la guerre (1871-1875).
- 23 août : le roi Sérère Maat Sine Coumba Ndoffène Famak Diouf est assassiné à Joal par les Français[5].
- 27 octobre : les Britanniques annexent le Grikaland (district de Kimberley). Cette région est riche en mines de diamants, situées au nord de la Colonie du Cap[6]. Un grand nombre d’aventuriers, appelés Uitlanders (étrangers) par les Boers de l’Orange et du Transvaal, accourent dans la région et y sèment le désordre.
- 2 novembre : traité de Sumatra. Les établissements néerlandais du Ghana (Goudkust) sont transférés au Royaume-Uni qui fonde la Côte de l’Or (colonie en 1874) contre les droits britanniques sur Sumatra[7].
- 3 novembre : la Colonie du Cap prend en charge le gouvernement du Basutoland (Lesotho actuel)[8].

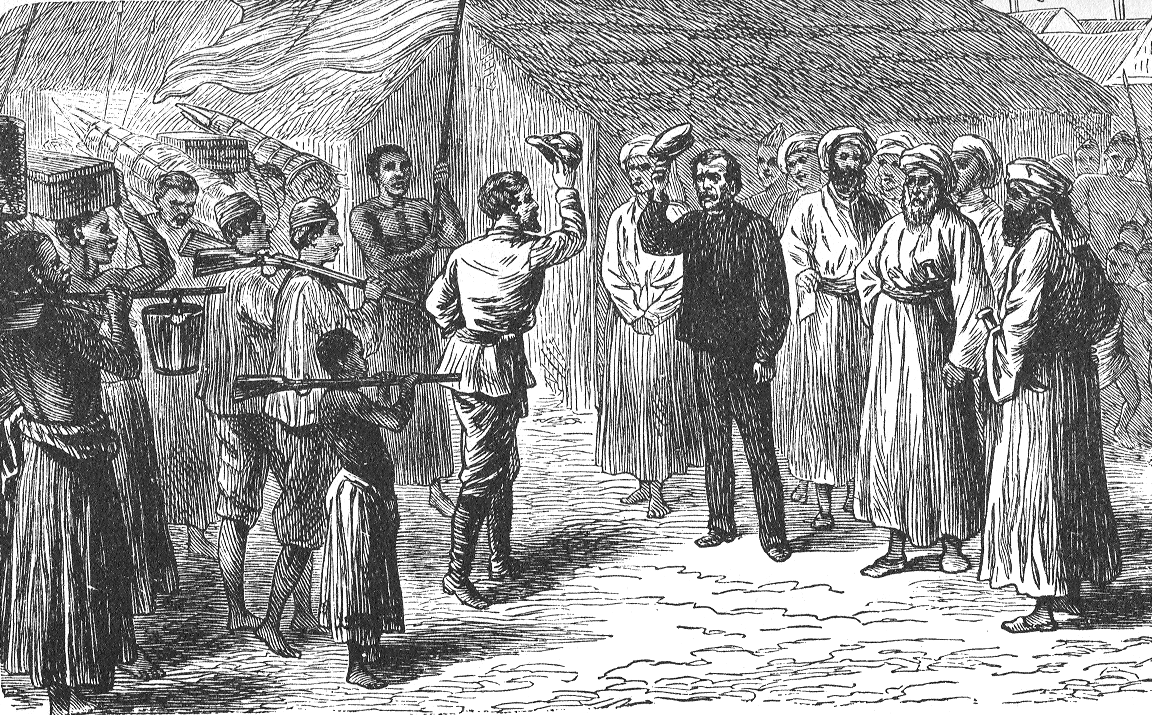
10 novembre : rencontre de Stanley et de Livingstone

- 10 novembre : le journaliste et explorateur britannique Sir Henry Morton Stanley, dépêché par le New York Herald, retrouve l’explorateur britannique David Livingstone à Ujiji sur la rive Est du lac Tanganyika[9]. Lors de la rencontre demeurée célèbre, il aurait simplement prononcé sa fameuse phrase : « Dr Livingstone, I presume », intraduisible, en dehors du contexte de l’époque et de l’éducation britannique. Les deux hommes réalisent ensemble la circumnavigation du lac Tanganyika et établissent qu’il ne communique pas avec le bassin du Nil, contrairement aux idées de John Hanning Speke.
- Sac de Massenya[10]. L’armée d’Ali, roi du Ouaddaï (Soudan central), défait celle du mbang du Baguirmi et lui impose un tribut annuel. Le royaume d’Ali devient le plus prospère de la région.

#### Afrique du Nord
- 23 janvier : les régiments de spahis de Moudjeben, près de Boghari, et d’Aïn Guettar (Gambetta), au sud de Souk Ahras, refusent d’embarquer pour la métropole pour combattre aux côtés des Français contre les Prussiens[11].

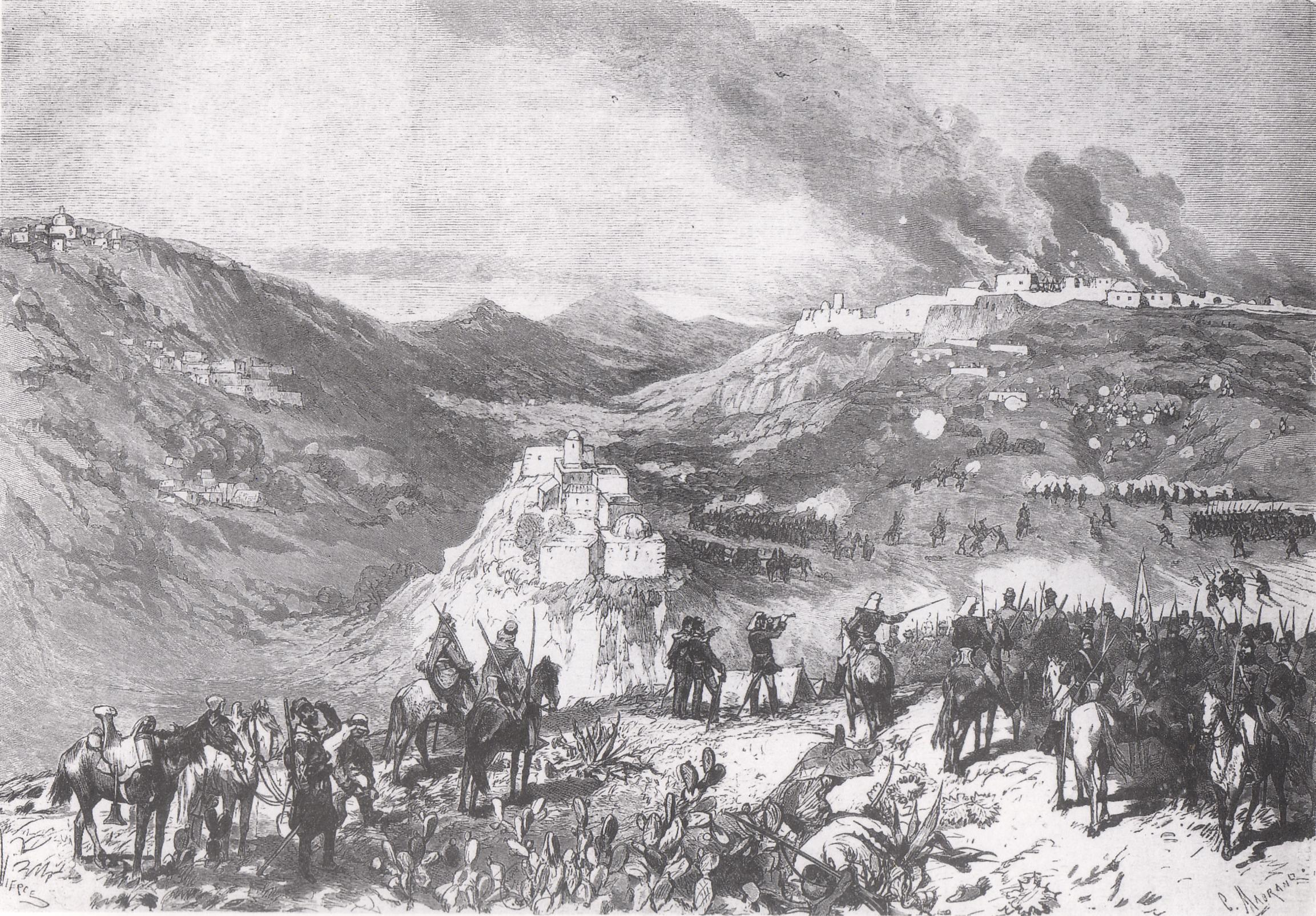
Répression de la révolte des Mokrani. Le 11 mai, Tizi Ouzou assiégée depuis le 17 avril est dégagé par la colonne du général Lallemand.

- 16 mars : début de la révolte des Mokrani, la plus importante insurrection depuis la conquête de l'Algérie, menée par le cheikh Mohamed Amekran et le Chikh Aheddad, chef de la confrérie des Rahmaniya, en Kabylie[11].
- 29 mars : l’amiral de Gueydon devient gouverneur général civil de l’Algérie (fin en 1873)[11]. Il œuvre au retour au calme. Il est chargé de l’installation des Alsaciens-Lorrains, en application des lois du 21 juin et du 15 septembre et du décret du 16 octobre 1871 leur attribuant des terres.
  - La commune d’Alger n’oppose que peu de résistance à sa prise de fonction. Le mouvement s’essouffle[12].
- 5 mai : le bachagha El Mokrani est tué près de l’oued Soufflat[11].
- 13 juillet : le chikh Aheddad et ses fils se rendent[13] après la bataille d'Icheriden du 24 juin. L’insurrection ne prend fin qu’après la capture de Bou-Mezrag, le 20 janvier 1872[14].
- 24 octobre[15] : la régence de Tunis est réduite au statut de pachalik sur décision du sultan ottoman, qui désire reprendre au bey la responsabilité des Affaires étrangères de la Tunisie et la contraindre à fournir une aide militaire en cas de guerre. La France, malgré le déclin de son influence à Tunis au profit des autres grandes puissances (Royaume-Uni et Italie), obtient du sultan qu’il renonce à ces mesures.
- Fréquentes incursions de Kroumirs à partir de la régence de Tunis, visant les colons français en Algérie, encouragées par les Italiens et les Turcs (2 379 de 1871 à 1881)[16].

### Amérique
- 7 mars, Brésil : cabinet Rio Branco (fin le 26 juin 1875)[17].
- 29 juin : le maréchal Vincente Cerna est renversé par une révolution libérale au Guatemala. Son successeur, Justo Rufino Barrios, un caudillo libéral, entreprend une politique anticléricale[18]. Sous son mandat les communautés indiennes seront dépouillées de leurs terres au profit des grands propriétaires blancs (4 juin 1873-2 avril 1885).

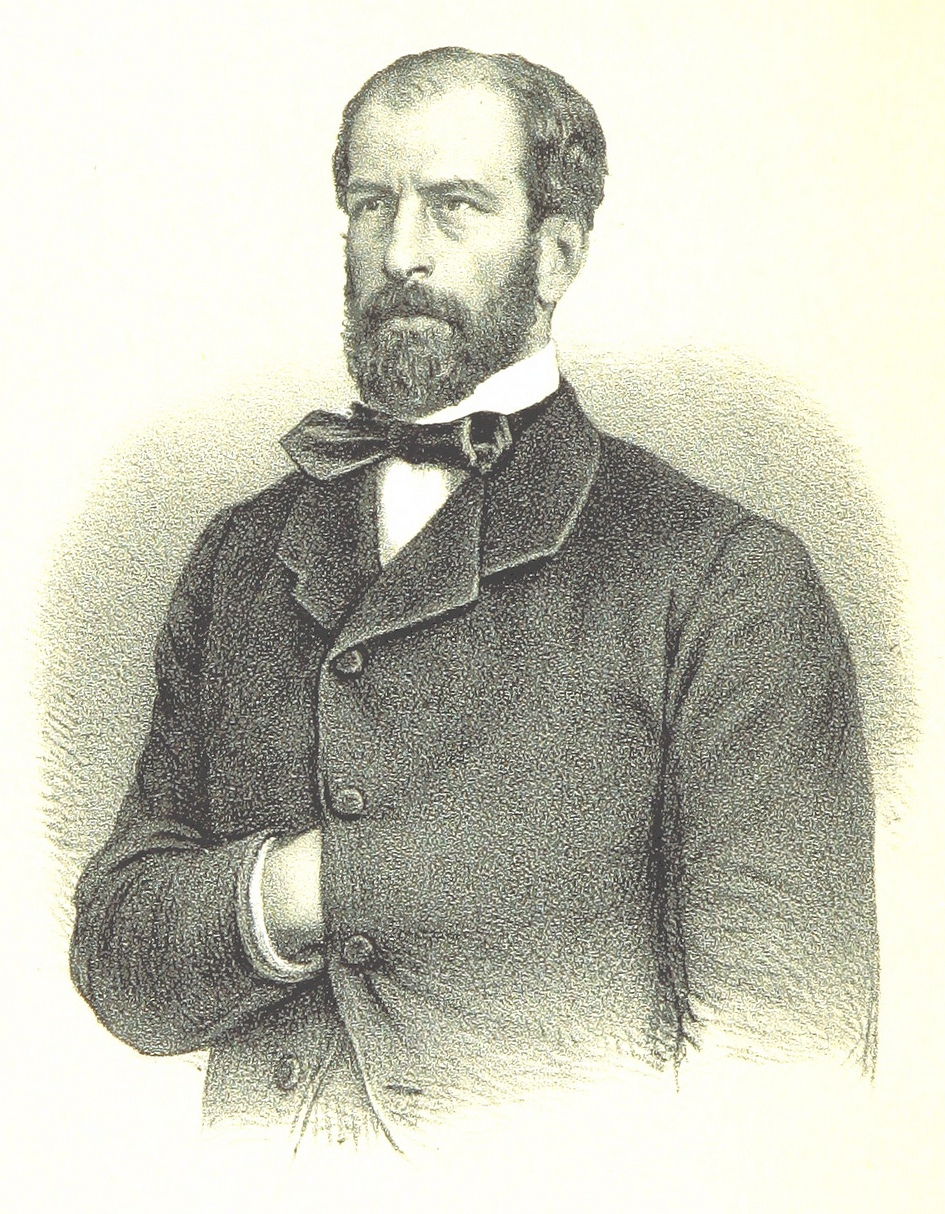
18 septembre : Federico Errázuriz, président du Chili.

- 18 septembre : Federico Errázuriz Zañartu est élu président du Chili[19] après la guerre civile où le gouvernement précédent a dû affronter une coalition de libéraux et d’ultra-conservateurs. Une fois le corps électoral élargi, un président libéral a pu être élu (fin en 1876).
- 28 septembre : loi Rio Branco ou du « ventre vide » au Brésil[17]. Tous les enfants d’esclaves nés après la loi sont libres à l’âge de huit ans contre paiement d’une indemnité au propriétaire et à l’âge de 21 sans indemnités. Le Brésil est le seul État latino-américain à autoriser l’esclavage.
- 8 novembre, Mexique : Revolución de La Noria. Révolte de Porfirio Díaz après son échec aux élections contre Benito Juárez (fin le 18 juillet 1872)[20].

### Asie et Pacifique

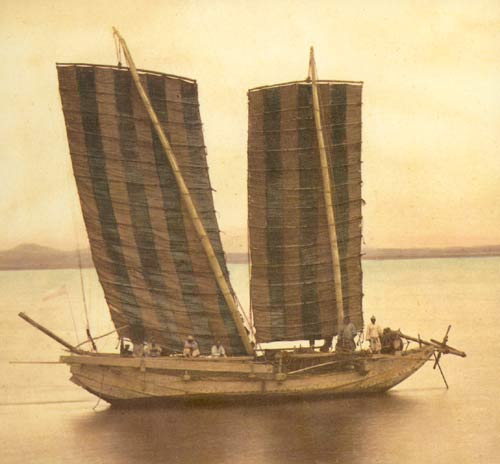
Mai : première photographie connue de Coréens.

- Janvier : Mori Arinori (1847-1889) est envoyé comme premier ministre plénipotentiaire du Japon auprès des États-Unis à Washington[21].
- Avril : création de l’Institut de technologie du Japon (Kogakuryo). Elle ouvre en mars 1872[22].
- 10 mai : création du Yen au Japon[23].
- 1er juin - 3 juillet : Expédition de Corée [24]. À la suite du massacre de l’équipage du navire de commerce américain General Sherman échoué près de Pyongyang en août 1866, une escadre de la marine des États-Unis forte de 1 200 marins et marines cherche en vain à obtenir des justifications du gouvernement du régent Daewongun et l'ouverture de négociations. Devant l'attitude hostile des Coréens, des représailles seront décidées et Kanghwa prise le 10 juin[25].
- 3 juin : achèvement d’un réseau télégraphique à travers le Pacifique qui met en relation Vladivostok, Nagasaki, Shanghai, Hong Kong avec Londres et San Francisco[26].
- 18 juin : en Inde, Sridharalu Naidu transforme le groupe socio-politique Veda Samaj de Madras en Brahmo Samaj[27]. Sous son autorité, de dernier deviendra un groupe nationaliste indou particulièrement influent.
- 25 juin : prise de Kuldja (Yining) par les Russes, qui occupent la vallée de l’Ili au Turkestan Chinois[28] (fin en 1881). Ils imposent aux différentes ethnies une domination coloniale très violente. La population organise la résistance avant même que Pékin ne réagisse.
- 29 août : le Japon supprime définitivement la féodalité et instaure des districts administratifs[29]. La noblesse est indemnisée par des pensions. Abolition des domaines féodaux (han). Création de préfectures et d’une administration centralisée. Abolition officielle des anciens ordres et statuts sociaux.
- 2 septembre : création du département de l’Éducation au Japon (Monbusho)[30]. L’état japonais favorise les études à l’étranger et a recours à des instructeurs et techniciens européens.
- 8 octobre : égalité devant l’impôt foncier au Japon[31].
- 12 octobre : adoption du Criminal Tribes Act en Inde (Raj), loi coloniale britannique qui criminalise collectivement des communautés, les assujettit à un contrôle policier[32]. Condamnation du satî (suicide rituel des veuves), élimination des Thugs et autres « bandits de grand chemin »selonla terminologie coloniale britannique[33].
- 2 novembre : traité de Sumatra entre le Royaume-Uni et les Pays-Bas[7] ; l’ouverture du canal de Suez en 1869 augmente l’intérêt du détroit de Malacca (auparavant, les navires empruntant la route du Cap empruntaient plutôt le détroit de la Sonde). Les Britanniques, présent à Singapour, laissent les Néerlandais intervenir dans le sultanat d’Aceh à condition qu’ils garantissent la sécurité le long du détroit de Malacca.
- 23 décembre, Japon : départ pour les États-Unis et l’Europe de la Mission Iwakura, une mission officielle menée par l’aristocrate Tomomi Iwakura, artisan principal de la Restauration, accompagnée de plusieurs membres du gouvernement et d’experts[34].
- L’émirat du Koweït est rattaché à l’administration ottomane de Bassora[35].
- En Corée, le gouvernement décrète la suppression des Sowon, les écoles et les temples sacrés confucianistes, trop impliqués dans des activités politiques[36]. Les biens de ces collèges sont transférés à l’État. Le régent s’aliène une partie de l’élite intellectuelle et contribue à renforcer le mouvement religieux Tonghak.
- Cinquième Concile bouddhique à Mandalay[37].

### Europe

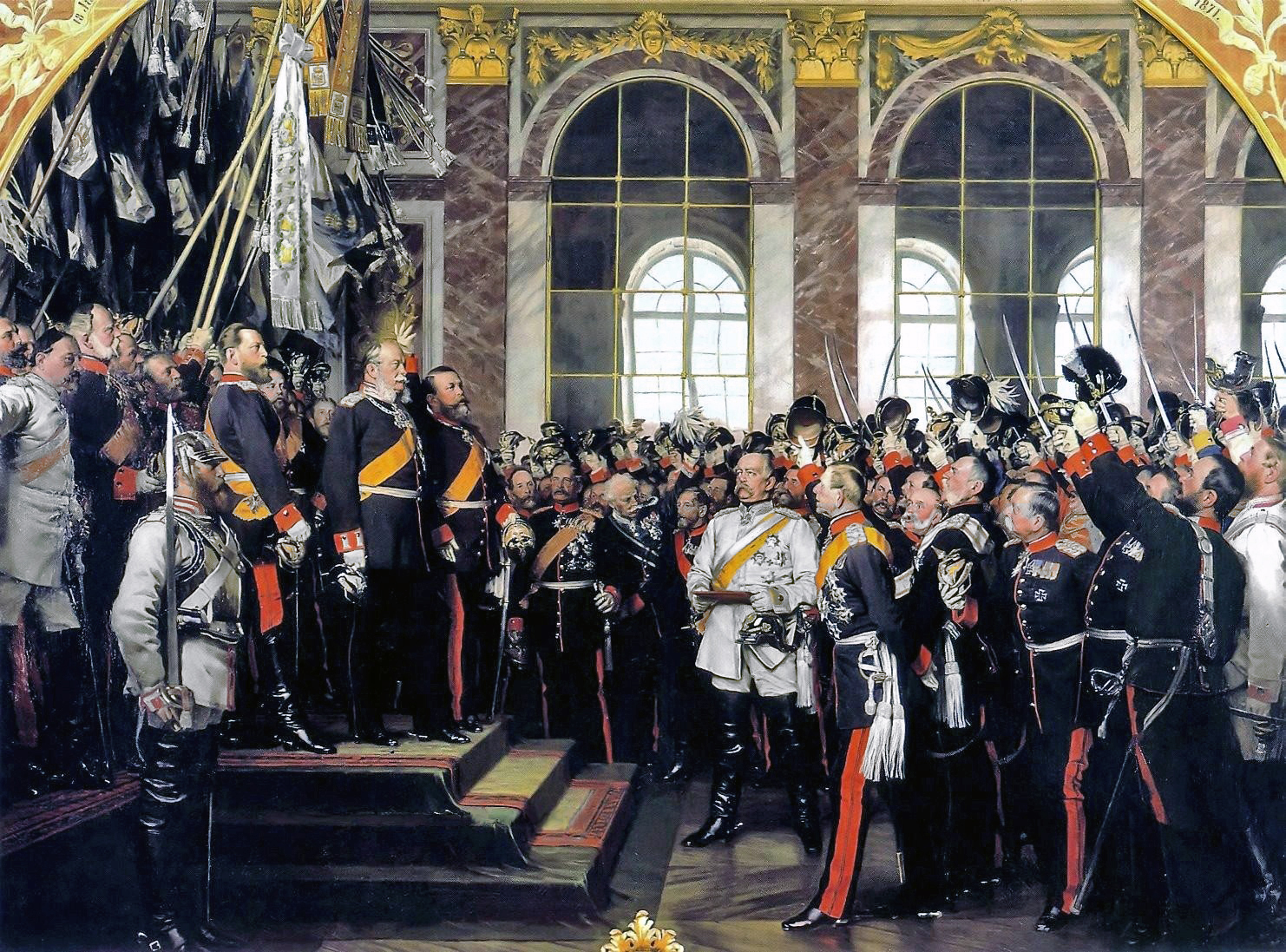
Proclamation de Guillaume Ier de Prusse comme empereur Allemand à Versailles.

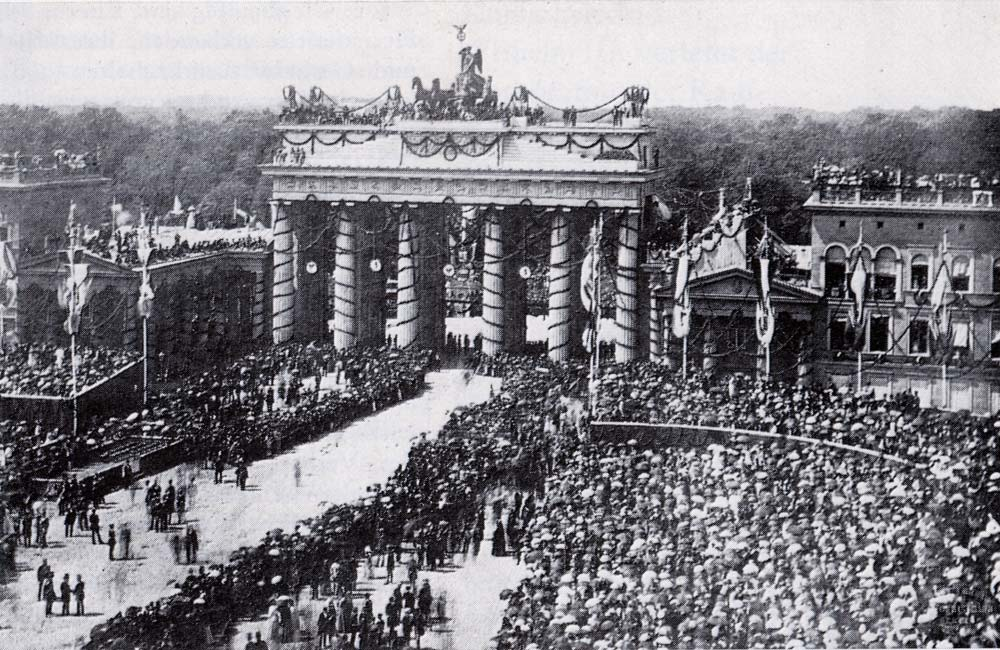
La porte de Brandebourg le 18 janvier.

- 11 janvier : Bataille du Mans : défaite des Français face aux troupes Prussiennes.
- 17 janvier : Apparition de la Vierge Marie à trois enfants du hameau de Pontmain (reconnue valide par l'évêque de Laval en 1872)
- 18 janvier : proclamation de l’Empire allemand sous l'égide de la Maison de Hohenzollern : le roi Guillaume Ier est proclamé "Deutscher Kaiser" dans la galerie des Glaces du château de Versailles[38].
- 19 janvier : Bataille de Buzenval : défaite des français face aux troupes Prussiennes.
- 28 janvier : chute de Paris, après un long siège (18 septembre 1870-28 janvier 1871). Signature de la convention d'armistice entre le comte de Bismarck, chancelier de la Confédération germanique et Jules Favre, ministre des Affaires étrangères du gouvernement de la Défense nationale[38].
- 6 février : cabinet conservateur Hohenwart-Schaeffle (de) en Autriche (fin en octobre)[39].
- 26 février : signature à Versailles des préliminaires de paix entre la France et l’Allemagne[38].
- 1er mars : un traité signé à la fin de la conférence de Londres sanctionne la fin de la neutralisation de la mer Noire imposé au traité de Paris de 1856[40].
- 3 mars : élections législatives en Allemagne. Les nationaux libéraux obtiennent la majorité au Reichstag (125 députés) devant le parti catholique Zentrum (61) et les conservateurs (57)[41].

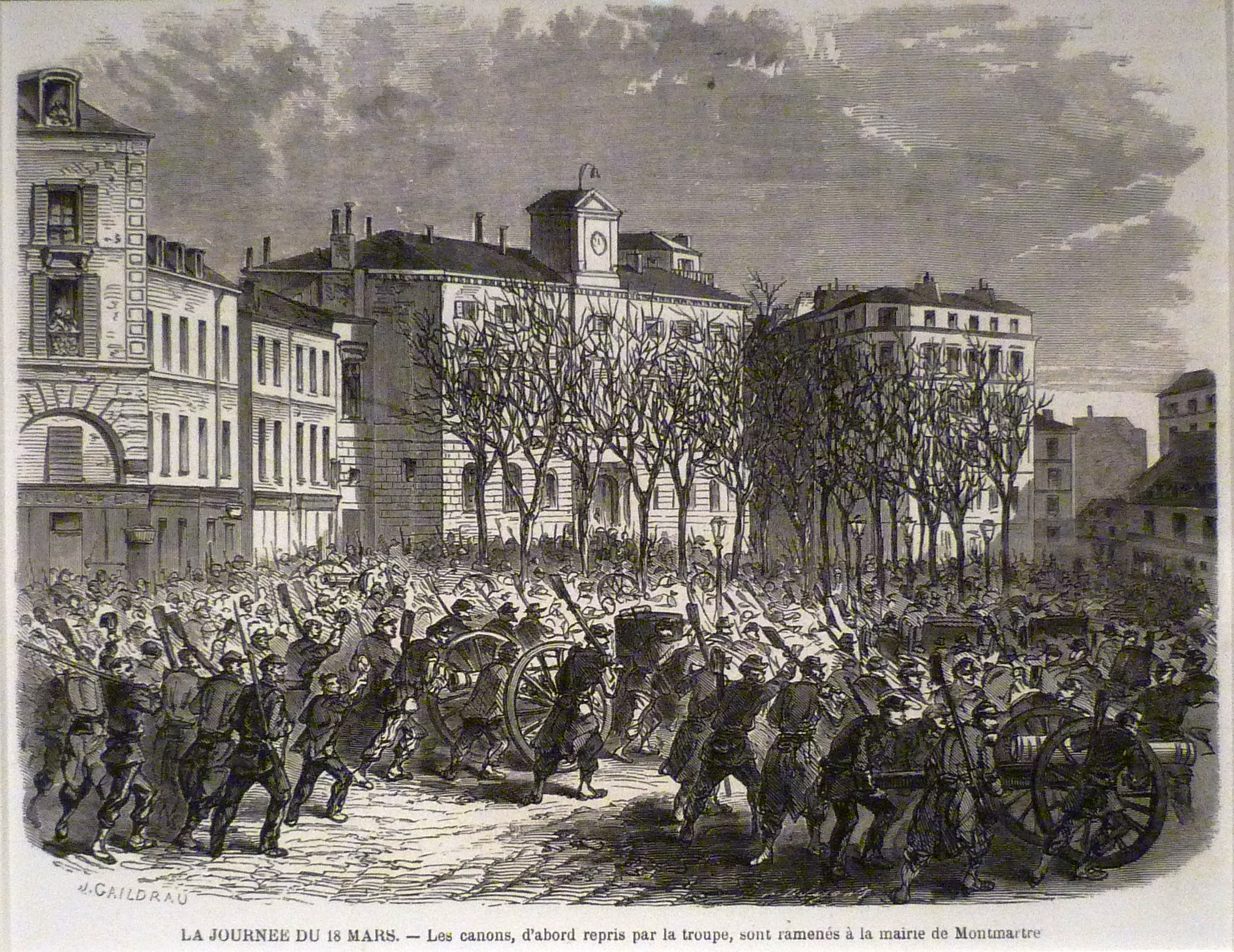
18 mars : commune de Paris.

- 18 mars : début des deux mois d’insurrection de la Commune de Paris en réaction à la défaite française de la guerre franco-prussienne de 1870[42].
- 24 mars : Lascăr Catargiu devient Premier ministre en Roumanie[43]. Le roi Carol Ier de Roumanie manifeste ses sympathies pour Berlin lors de la guerre franco-prussienne alors que les libéraux mobilisent l’opinion publique en faveur de la France. Les manifestations publiques prennent une tournure antidynastique et le prince songe à abdiquer, puis confie le gouvernement au conservateur Lascăr Catargiu, qui reste cinq ans au pouvoir[44].
- 16 avril : une constitution est promulguée pour l’Empire allemand[41] ; elle reprend, avec quelques aménagements, la constitution de 1867. L’empire comprend 25 États d’importance inégale : quatre royaumes (Prusse, Bavière, Saxe, Wurtemberg) qui regroupent 5/6 de la population, six grands-duchés, cinq duchés, sept principautés, trois villes libres (Hambourg, Brême, Lübeck) et la Terre 'Empire d'Alsace-Lorraine. Chaque État garde sa constitution propre.
  - La Prusse, avec 348 000 km2, occupe les 5/8 de la superficie du Reich et sa population de 24 millions d’habitants représente les 3/5 de la population de l’Empire. Les États allemands du sud, pressés par les difficultés économiques, entrent dans le nouveau Reich.

Les nouvelles frontières entre la France et l’Allemagne redessinées par le traité de Francfort.

- 17 avril : le théologien allemand Ignaz von Döllinger est excommunié pour avoir mis en doute l’infaillibilité du pape[45].
- 10 mai : par le traité de Francfort qui met fin à la guerre franco-prussienne de 1870, l’Allemagne annexe l’Alsace moins Belfort et une partie de la Lorraine (région plattophone plus Metz et sa région (l’actuel département de la Moselle)[46].
- 21-28 mai : « Semaine sanglante ». Fin de la Commune de Paris[42]. Incendie du Palais des Tuileries et de l'Hôtel de ville de Paris. Exécution des otages par les communards. Exécution sommaire des communards par les troupes Versaillaises.
- 29 juin : loi reconnaissant l’existence légale des syndicats ouvriers au Royaume-Uni (Trade Union Act). Cette reconnaissance du fait syndical est limitée par le Criminal Law Amendment Act voté le même jour qui permet des poursuites pour fait de grève[47].
- 2 juillet : création de l’Anglo-Jewish Association (en) (AJA) qui sera l’alliée critique de l’Alliance israélite universelle[48].
- 30 juillet, Russie : le ministre de l’instruction publique Tolstoï promulgue des règlements généraux sur le statut des gymnases de filles (24 mai 1870), sur le statut des gymnases de garçons (30 juillet 1871) et les realschule (15 mai 1872)[49]. Les programmes de l’enseignement secondaire sont orientés sur les études classiques, l’enseignement des langues et les mathématiques, au détriment des sciences exactes jugées dangereuses[50].
- 14 août : la loi sur l’administration locale au Royaume-Uni (Local Government Board Act) obtient la sanction royale[51]. Elle donne aux municipalités de larges pouvoirs en matière sanitaire.
- 12 septembre : rescrit impérial adressé à la diète de Prague. François-Joseph reconnait les privilèges du royaume de Bohême, et annonce l’intention de les consacrer par la cérémonie d’un couronnement ; la population allemande de Bohême s’oppose à un compromis qui l’aurait mis en minorité dans un État tchèque. La diète de Prague rédige des Articles fondamentaux qui donnent à la Bohême une large autonomie. François-Joseph les refuse le 30 octobre en raison l’opposition des Hongrois et du chancelier Beust. En réaction, la diète de Prague refuse d'envoyer des députés au Reichsrat (6 novembre)[52]. Les partisans de l’autonomie se radicalisent. Rieger, puis Masaryk dirigent l’opposition jeune-tchèque[53]
- 17 - 23 septembre : conférence de l’Association internationale des travailleurs (Première Internationale) à Londres[54] ; triomphe des thèses de Karl Marx face aux idées libertaires de Proudhon et de Bakounine[55].
- 20 octobre : François-Joseph Ier d'Autriche refuse d’entériner un compromis austro-bohème, laissant la question tchèque en suspens. Sous la pression des germanophones, il révoque le ministère Hohenwart, qui s’était appuyé sur les Tchèques auquel il avait promis un statut similaire aux Hongrois.
- 30 octobre : création de la Fédération des travailleurs des Pays-Bas (ANWV)[56].
- 13 novembre : Gyula Andrássy est nommé ministre des Affaires étrangères en Autriche (fin en 1879)[57].
- 14 novembre : cabinet conservateur Lónyay en Hongrie[58].
- 21 novembre : maladie du prince de Galles (fièvre typhoïde) ; après celle de la reine Victoria durant l’été et l’automne, elle provoque un retournement de l’opinion en faveur de la monarchie au Royaume-Uni. Le prince est guéri le 27 février 1872[59].
- 25 novembre : cabinet libéral Adolphe Auersperg en Autriche (fin en 1879)[39].
- 4 décembre : Loi monétaire prussienne[60]. Introduction par Bismarck d’une nouvelle unité monétaire, le mark (1,25 F) à la place des sept monnaies allemandes.

## Naissances en 1871
- 2 janvier : Takahashi Hiroaki, peintre japonais († 11 février 1945).
- 3 janvier : Henri Parmentier, archéologue français († 22 février 1949).
- 4 janvier : Abel Villard, peintre et industriel français († 16 février 1969).
- 6 janvier : Camille Boiry, peintre français († 10 octobre 1954).
- 7 janvier : Émile Borel, né à Saint-Affrique dans l'Aveyron, mathématicien et homme politique français († 3 février 1956).
- 8 janvier : Jeanne Adnet, anarchiste française († 26 décembre 1942).
- 17 janvier : Paul Paquereau, décorateur de théâtre et peintre français († 1950).
- 19 janvier : Lucie Rogues, peintre française († 14 mars 1965).
- 20 janvier : Nicolas Tarkhoff, peintre russe puis soviétique († 5 juin 1930).
- 22 janvier : Leon Jessel, compositeur allemand d'opérettes et de musique légère († 4 janvier 1942).
- 25 janvier : Robert Hénard, écrivain, peintre et illustrateur français († septembre 1940).
- 3 février :
  - Ricardo Burguete, militaire, administrateur, homme politique et auteur espagnol († 31 mars 1937).
  - Georges Ripart, peintre, dessinateur, illustrateur et graveur français († ?).
- 11 février : Scipione Borghese, explorateur, pilote automobile et homme politique italien († 15 mars 1927).
- 14 février : Léonce de Joncières, peintre, aquarelliste, illustrateur et poète français († 4 mars 1952).
- 24 février :
  - Pierre Alexandre Belladen, peintre français († 22 mars 1920).
  - Nick De Ruiz, acteur américain († 21 juin 1959).
- 25 février : René Hanin, peintre français († 6 août 1943).
- 26 février : August Lehr, coureur cycliste allemand († 15 juillet 1921).
- 1er mars : Ernst Leitz, homme d'affaires allemand († 15 juin 1956).
- 3 mars : Maurice Garin, coureur cycliste français († 19 février 1957).
- 5 mars : Rosa Luxemburg, révolutionnaire polonaise naturalisée allemande († 15 janvier 1919).
- 7 mars : Georges Cloetens, facteur d'orgues et inventeur bruxellois († 13 août 1949).
- 13 mars : Igor Grabar, historien d'art et muséologue soviétique né à Budapest (Autriche-Hongrie) († 16 mai 1960).
- 15 mars : André des Gachons, peintre français († 13 juillet 1951).
- 16 mars : Mykola Bouratchek, peintre impressionniste et pédagogue russe puis soviétique († 12 août 1942).
- 17 mars : Giuseppe Borgatti, ténor italien († 18 octobre 1950).
- 18 mars :
  - Achille Beltrame, peintre et illustrateur italien († 19 février 1945).
  - Marie Duhem, peintre française († 9 juillet 1918).
- 21 mars : Carlo Maria Piazza, aviateur italien († 24 juin 1917).
- 27 mars : Heinrich Mann, écrivain allemand († 11 mars 1950).
- 31 mars : Nicolae Petrescu-Găină, caricaturiste roumain († 15 février 1931).
- 1er avril :
  - Raoul du Gardier, peintre français († 16 octobre 1952).
  - René Lelong, illustrateur et peintre français († 7 août 1933).
- 2 avril : Béla Baghy, juriste et homme politique hongrois († 2 juin 1918).
- 4 avril : François Zbinden, peintre suisse († 23 décembre 1936).
- 10 avril :
  - Mathilde Delattre, peintre et aquarelliste française († ?).
  - Alfréd Meissner, homme politique tchèque († 29 septembre 1950).
- 11 avril : Theodor Pallady, peintre roumain († 16 août 1956).
- 13 avril :
  - Iakov Mintchenkov, peintre russe puis soviétique († 18 mai 1938).
  - Otto Tressler, acteur germano-autrichien († 27 avril 1965).
- 14 avril :
  - Henri Fournier, coureur cycliste, et pilote de vitesse moto français († 18 décembre 1919).
  - Auguste Leroux, peintre et illustrateur français († 26 mars 1954).
- 15 avril : Paul Guignebault, peintre, dessinateur et graveur français († 1er avril 1931).
- 16 avril :
  - John Millington Synge, auteur dramatique irlandais († 24 mars 1909).
  - Henry Stephenson, acteur anglais († 24 avril 1956).
- 26 avril : Lev Conus, pianiste, professeur de musique et compositeur russe et français († 18 janvier 1944).
- 1er mai : Albert-Georges Bessé, graveur et peintre français († 31 décembre 1958).
- 3 mai : Emmett Dalton, bandit de la Conquête de l'Ouest et acteur américain († 13 juillet 1937).
- 6 mai : Victor Grignard, chimiste français († 13 décembre 1935).
- 12 mai : Adolphe Gaussen, peintre français († 2 juin 1957).
- 15 mai : Naima Sahlbom, chimiste suédoise († 29 mars 1957).
- 17 mai :
  - Anna Ostroumova-Lebedeva, graveuse, peintre et graphiste russe puis soviétique († 5 mai 1955).
  - Robert Sallès, peintre et illustrateur français († 21 novembre 1929).
- 18 mai :
  - Édouard Henry-Baudot, peintre et graveur postimpressionniste français († 2 février 1952).
  - Ipolit Strâmbu, peintre roumain († 31 octobre 1934).
- 26 mai :
  - Camille Huysmans, homme politique belge († 25 février 1968).
  - Léon Printemps, peintre français († 9 juillet 1945).
- 27 mai : Georges Rouault, peintre français († 13 février 1958).
- 4 juin : Louis Soutter, peintre, dessinateur et violoniste suisse († 20 février 1942).
- 5 juin : Emmett Corrigan, acteur américain d'origine néerlandaise († 29 octobre 1932).
- 8 juin :
  - Carl August Liner, peintre suisse († 20 mars 1946).
  - Aloys Vande Vyvere, homme politique belge († 22 octobre 1961).
- 11 juin : Stjepan Radić, homme politique croate († 8 août 1928).
- 12 juin : Lou Tseng-Tsiang, diplomate, homme d’État et moine chinois († 15 janvier 1949).
- 13 juin : Jean Plumet, peintre et dessinateur français († 1939).
- 14 juin : Camillo Innocenti, peintre italien († 4 janvier 1961).
- 18 juin : Edmund Breese, acteur américain († 6 avril 1936).
- 20 juin : Louis Delfau, peintre français († 14 septembre 1937).
- 5 juillet : Emil Kreplin, fonctionnaire colonial et entrepreneur allemand († 5 avril 1932).
- 7 juillet : Richard Carle, acteur, compositeur, librettiste, lyriciste, metteur en scène et producteur de théâtre américain († 28 juin 1941).
- 10 juillet : Marcel Proust, écrivain français († 18 novembre 1922).
- 13 juillet : Emmanuel Templeux, peintre français († 10 avril 1957).
- 15 juillet :
  - Henryk Arctowski, géologue, océanographe et météorologue polonais († 21 février 1958).
  - Kunikida Doppo, écrivain japonais († 23 juin 1908).
- 17 juillet : Lyonel Feininger, peintre et caricaturiste germano-américain († 13 janvier 1956).
- 18 juillet : Giacomo Balla, peintre et sculpteur italien († 1er mars 1958).
- 25 juillet : Enrico Gasparri, cardinal italien de la Curie romaine († 20 mai 1946).
- 1er août : Ernest Azéma, peintre français († 21 décembre 1917).
- 2 août : Wilhelm Altheim, peintre allemand († 25 décembre 1914).
- 7 août : Abanîndranâth Tagore, écrivain indien († 5 décembre 1951).
- 8 août : William Henry Squire, compositeur et violoncelliste anglais († 17 mars 1963).
- 9 août : Léonide Andreiev, écrivain russe († 12 septembre 1919).
- 10 août : Oskar Fried, chef d'orchestre et compositeur allemand († 5 juillet 1941).
- 12 août : Pierre Arthur Foäche, peintre et affichiste français († 6 janvier 1967).
- 16 août : Zakaria Paliachvili, compositeur russe puis soviétique, d'origine géorgienne († 6 octobre 1933).
- 17 août : Theodore Dreiser, écrivain américain († 28 décembre 1945).
- 18 août : Johannes Josephus Aarts, peintre, illustrateur, lithographe, aquafortiste, écrivain, professeur et concepteur de couverture de livre néerlandais († 19 octobre 1934).
- 29 août :
  - Albert Lebrun, futur président de la République française († 6 mars 1950).
  - Jack Butler Yeats, peintre, illustrateur et auteur de bande dessinée irlandais († 28 mars 1957).
- 30 août :
  - Émile Brunet, peintre français († 20 septembre 1943).
  - Ernest Rutherford, physicien et chimiste britannique († 19 octobre 1937).Ernest Rutherford

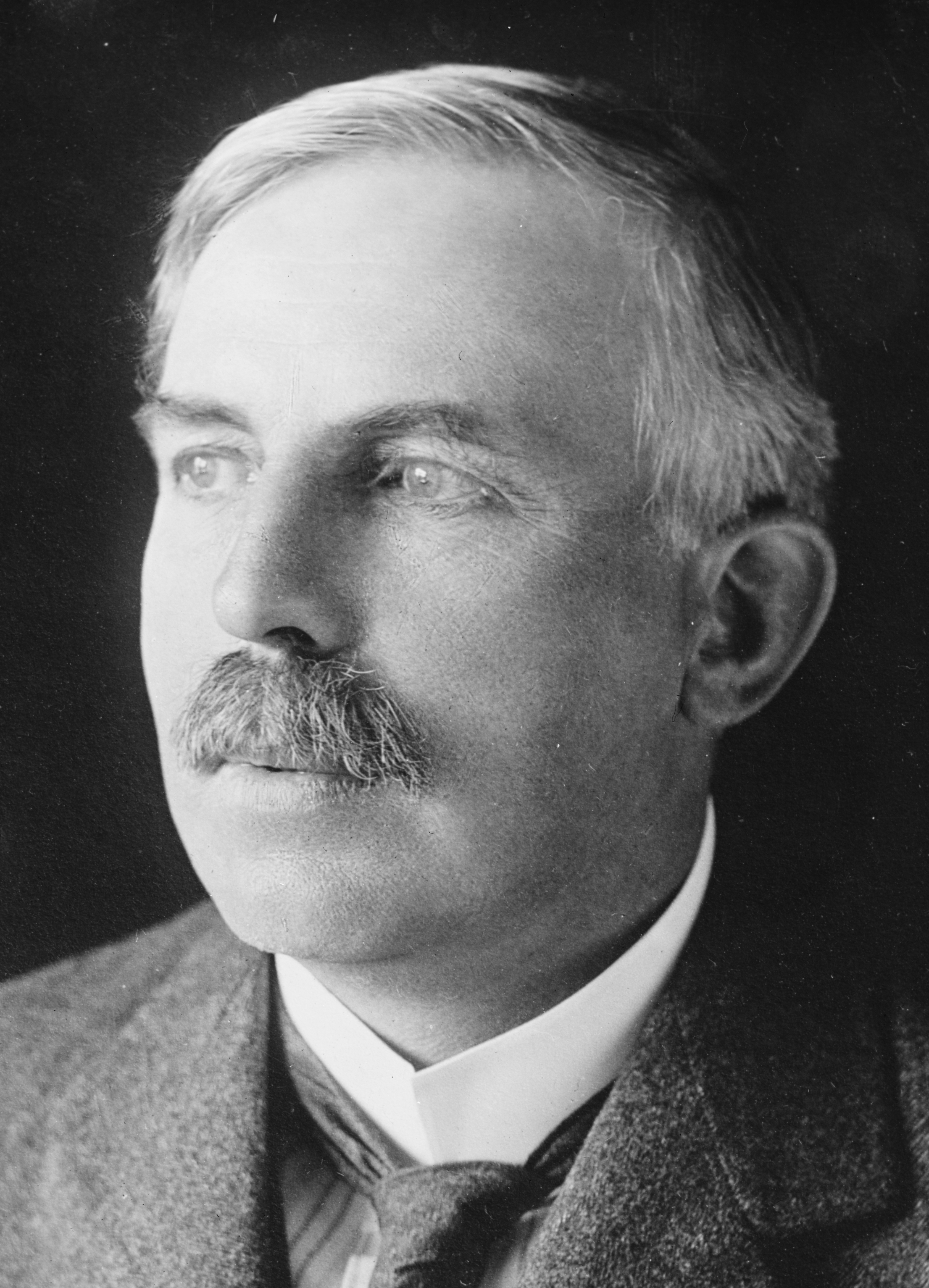
Ernest Rutherford

- 1er septembre : Ferenc Ripka, homme politique hongrois († 9 mars 1944).
- 9 septembre : Abel Bertram, peintre français († 3 août 1954).
- 10 septembre : Jacques Camoreyt, peintre, graveur et illustrateur français († 22 avril 1963).
- 14 septembre : Karl Joseph Schulte, cardinal allemand, archevêque de Cologne († 11 mars 1941).
- 17 septembre : Edgard Maxence, peintre symboliste français († 31 juillet 1954).
- 21 septembre : Joseph Marius Jean Avy, peintre de genre, paysages, décoration murales, pastelliste et illustrateur français († 1939).
- 23 septembre : František Kupka, peintre austro-hongrois puis tchécoslovaque († 24 juin 1957).
- 24 septembre : Marius Thé, coureur cycliste français († 10 septembre 1915).
- 27 septembre : George Ducker, footballeur canadien († 26 septembre 1952).
- 28 septembre : Pietro Badoglio, maréchal et homme d'État italien († 1er novembre 1956).
- 30 septembre : Victor-Joseph Roux-Champion, peintre, graveur, céramiste et illustrateur français († 7 décembre 1953).
- 3 octobre : Edwin Ganz, peintre belge d'origine suisse († 20 août 1948).
- 6 octobre : Jules Agard, peintre et sculpteur français († novembre 1943).
- 9 octobre : Albert Guilloux, peintre et sculpteur français († 30 novembre 1952).
- 14 octobre : Alexander von Zemlinsky, compositeur autrichien († 15 mars 1942).
- 15 octobre : Thamine Tadama-Groeneveld, peintre néerlandaise († 4 mars 1938).
- 16 octobre : Adolphe Biarent, compositeur et chef d'orchestre belge († 4 février 1916).
- 17 octobre : Dénes Berinkey, homme politique hongrois († 25 juin 1944).
- 20 octobre : Frederick Burton, acteur américain († 23 octobre 1957).
- 21 octobre : Nicolás Repetto, médecin et homme politique argentin († 29 novembre 1965).
- 30 octobre : Paul Valéry, écrivain français († 20 juillet 1945).
- 31 octobre : Adolphe Chatillon, religieux et éducateur canadien, vénérable († 28 avril 1929).
- 1er novembre : Stephen Crane, écrivain américain († 5 juin 1900).
- 3 novembre : Max Silbert, peintre français d'origine russe († 17 janvier 1940).
- 7 novembre :
  - Florane, peintre, dessinateur et illustrateur français († 17 octobre 1939).
  - Jean-Baptiste Vettiner, peintre et graveur français († 9 juin 1935).
- 9 novembre : Jess Dandy, acteur américain († 15 avril 1923).
- 10 novembre : Paul Locard, magistrat, musicologue et critique musical français († 23 janvier 1952).
- 14 novembre : Lucien-Victor Guirand de Scévola, peintre, dessinateur et illustrateur français († 29 mars 1950).
- 17 novembre : Salvatore Gambardella, musicien et parolier italien († 29 décembre 1913).
- 18 novembre : Amadeu Vives i Roig, compositeur espagnol († 2 décembre 1932).
- 22 novembre : Georges Manzana-Pissarro, peintre et graveur français († 20 janvier 1961).
- 28 novembre : Horace Richebé, peintre français († 14 novembre 1958).
- 29 novembre : Max Silbert, peintre français d'origine russe († 1937).
- 8 décembre : Tang Qunying, journaliste et activiste chinoise († 3 juin 1937).
- 12 décembre : Maurice Millière, peintre, illustrateur et lithographe français († 5 avril 1946).
- 13 décembre : Emily Carr, peintre canadienne († 2 mars 1945).
- 14 décembre : Charles Mendl, acteur de cinéma et diplomate britannique († 15 février 1958).
- 21 décembre : Victor Boner, peintre de marines français († 8 janvier 1951).
- Date précise inconnue :
  - Themistokli Gërmënji, nationaliste albanais et homme politique de la République de Korça († 7 novembre 1917).
  - Giulio Romano Vercelli, peintre italien († 1951).
  - Zhang Jinghui, général et homme politique chinois († 11 novembre 1959).

### 1871 ou 1872
- Loudovíkos Spinéllis, chef d'orchestre et compositeur grec († 1904).

## Décès en 1871
- 2 janvier : Septime Le Pippre, peintre, aquarelliste et militaire français (° 13 février 1833).
- 5 janvier : Victor Vincelet, peintre français (° 29 septembre 1839).
- 11 janvier : Martini Maccomo, dompteur de lions actif en Grande-Bretagne (° inconnue).
- 12 janvier : Tommaso Minardi, peintre italien (° 4 décembre 1787).
- 18 janvier : Constant Mongé-Misbach, peintre d'histoire français (° 5 janvier 1806).
- 19 janvier : Henri Regnault, peintre français (° 31 octobre 1843).
- 20 janvier : Hermann Cohen, prêtre, pianiste et compositeur allemand de musique profane et religieuse (° 10 novembre 1820).
- 25 janvier : Proby Thomas Cautley, ingénieur et paléontologue britannique (° 1802).
- 29 janvier :
  - Charles-Alexis Chauvet, organiste et compositeur français (° 7 juin 1837).
  - François Grzymała, officier et écrivain polonais (° 1780).
- 31 janvier : Sidonie Berthon, peintre miniaturiste française (° 1817).
- 1er février : Nicolas Henri Jacob, peintre, dessinateur et lithographe français (° 6 juin 1782).
- 10 février : Étienne de Gerlache, magistrat, homme d'État et historien belge (° 25 décembre 1785).
- 15 février: Kristen Jensen Lyngby, philologue danois (° 28 juin 1829).
- 14 février : Alexandre de Mensdorff-Pouilly, homme d'État autrichien puis austro-hongrois (° 4 août 1813).
- 16 février : Philippe-Jacques van Bree, peintre belge (° 1er janvier 1786).
- 19 février : Alphonse Hippolyte Joseph Leveau, peintre français (° 7 août 1815).
- 20 février :
  - Victor Giraud, peintre français (° 12 janvier 1840).
  - Tito Marzocchi de Bellucci, peintre français d'origine italienne (° 25 juin 1801).
- 24 février : Théodore Caruelle d'Aligny, peintre français (° 24 janvier 1798).
- 25 février : Aristide Dethier, industriel, diplomate et homme politique belge (° 13 juin 1800).
- 26 février : Sophia Peabody, peintre et illustratrice américaine (° 21 septembre 1809).
- 2 mars : Léon Morel-Fatio, peintre de la marine et homme politique français (° 17 janvier 1810).
- 3 mars : Michael Thonet, dessinateur de meubles autrichien (° 2 juillet 1796).
- 8 mars :
  - Alexandru Hurmuzaki, homme politique, académicien et éditeur (° 19 août 1823).
  - Gustav Heinrich Emil Ohlert, zoologiste allemand (° 28 juin 1807).
- 26 mars : François-Joseph Fétis, compositeur, critique musical et musicographe belge (° 25 mars 1784).
- 28 mars : Anna Maria Ball, philanthrope irlandaise (° 1785).
- 30 mars : Marko Pernhart, peintre et dessinateur autrichien (° 6 juillet 1824).
- 4 avril : Peter von Hess, peintre allemand (° 29 juillet 1792).
- 5 avril : Paulo Savi, géologue et ornithologue italien (° 11 juillet 1798).
- 8 avril : Charles-Louis Hanssens, compositeur belge (° 12 juillet 1802).
- 24 avril : Karl Girardet, peintre, graveur et illustrateur français (° 13 mai 1813).
- 27 avril :
  - Alexandre Laemlein, peintre, graveur et lithographe français d'origine allemande (° 9 décembre 1813).
  - Sigismund Thalberg, pianiste et compositeur autrichien (° 8 janvier 1812).
- 1er mai : Andreas Andresen, historien de l'art dano-allemand (° 14 novembre 1828).
- 11 mai : John Herschel, scientifique et un astronome britannique (° 7 mars 1792).
- 12 mai :
  - Daniel-François-Esprit Auber, compositeur français (° 29 janvier 1782).
  - Elzéar-Henri Juchereau Duchesnay, avocat et homme politique canadien (° 19 juillet 1809).
- 26 mai : Louis-Aimé Maillart, compositeur français (° 24 mars 1817).
- 13 juin : Jean-Eugène Robert-Houdin, inventeur, producteur de spectacles et magicien français (° 7 décembre 1805).
- 26 juin : Andrew Jackson Donelson, juriste, diplomate et homme politique américain (° 25 août 1799).
- 27 juin : Wenceslao Paunero, militaire, homme politique et diplomate espagnol puis argentin (° 28 septembre 1805).
- 1 juillet : Jean-Batiste Élysée Cormy, Maréchal des Logis de la 1er régiment de chasseurs d'Afrique et chevalier de la Légion d'honneur (° 24 novembre 1819).
- 15 juillet : James Busby, viticulteur et diplomate britannique (° 7 février 1802).
- 4 août : Tamati Waka Nene, influent chef maori de Nouvelle-Zélande (° vers 1780).
- 9 août : José Mármol, écrivain et homme politique argentin (° 2 décembre 1817).
- 22 août : Nicolas-Hippolyte Labrousse, ingénieur naval et amiral français (° 17 juillet 1807).
- 3 septembre : Václav Emanuel Horák, compositeur et musicien d'église tchèque (° 1er janvier 1800).
- 7 septembre : Pierre-Jules Jollivet, peintre d'histoire et de genre et lithographe français (° 26 juin 1794).
- 8 septembre :
  - John Edwards Holbrook, zoologiste américain (° 30 décembre 1794).
  - Étienne Soubre, compositeur belge (° 13 décembre 1813).
- 13 septembre : Édouard Bertin, peintre et journaliste français (° 7 octobre 1797).
- 23 septembre : Louis-Joseph Papineau, chef québécois du parti des Patriotes (° 7 octobre 1786).
- 26 septembre : Cipriani Potter, compositeur, pianiste et professeur anglais (° 3 octobre 1792).
- 16 octobre : Théodore Fourmois, paysagiste, peintre de scènes de genre, aquarelliste, dessinateur et graveur belge (° 14 octobre 1814).
- 18 octobre : Charles Babbage, mathématicien britannique (° 26 décembre 1791).
- 22 octobre : Roderick Murchison géologue britannique (° 19 février 1792).
- 11 novembre : William Lonsdale, géologue et paléontologue britannique (° 9 septembre 1794).
- 28 novembre : Louis-Nathaniel Rossel, seul officier rallié à la Commune de Paris, ancien Ministre Délégué à Guerre, exécuté (° 9 septembre 1844).
- 2 décembre : Frédéric Legrip, peintre et lithographe français (° 5 septembre 1817).
- 7 décembre :
  - Nicolas-Prosper Levasseur, chanteur d'opéra (° 9 mars 1791).
  - Wilhelm Steuerwaldt, peintre allemand (° 1er septembre 1815).
- 9 décembre : Josef Mánes, peintre austro-hongrois (° 12 mai 1820).
- 31 décembre : Eugène Defacqz, homme politique, professeur de droit et magistrat belge (° 17 septembre 1797).
- Date inconnue :
  - Paul Deltuf, poète et écrivain français (° 1825).
  - Joseph François Paris, peintre et graveur français d'origine italienne (° 4 février 1784).